# Clermont (Quebec)
Clermont é uma cidade localizada na província de Quebec no Canadá.